# Monts Yatsugatake

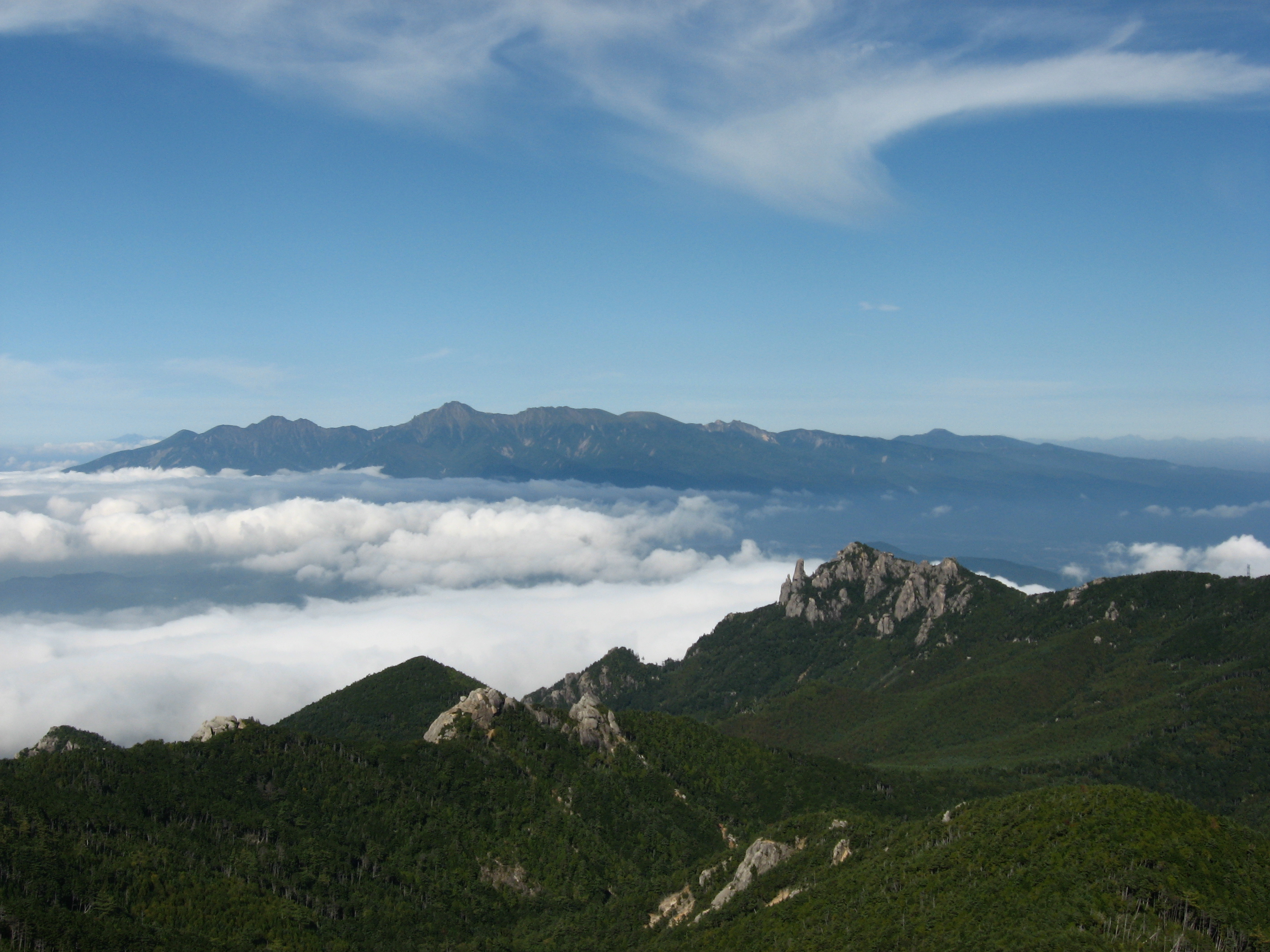
Vue des monts Mizugaki et Yatsugatake.

Les monts Yatsugatake (八ヶ岳連峰, Yatsugatake-renpō) sont une chaîne de montagnes volcaniques situés à la limite entre les préfectures de Nagano et Yamanashi sur l'île de Honshū au Japon.

## Géographie

### Situation, topographie
La chaîne montagneuse est composée de deux groupes volcaniques, le groupe septentrional et le groupe méridional, qui possèdent des caractéristiques différentes. Les montagnes méridionales de Yatugatake sont raides et de nature plus alpine tandis que leurs homologues septentrionales sont plus douces et moins élevées.
Le groupe méridional s'étend du col de Natsuzawa à l'extrémité de la chaîne de montagnes. Le groupe septentrional comprend le mont Kitayoko à l'autre extrémité ainsi que le mont Tateshina.
Ces monts forment la majeure partie du parc quasi national de Yatsugatake-Chūshin Kōgen.

### Géologie
Ces monts sont composés d'anciens volcans complexes érodés, créés par les éruptions volcaniques répétées sur plusieurs milliers d'années. La dernière éruption est estimée s'être produite il y a 600 à 800 ans au mont Kitayoko du groupe des monts septentrionaux. C'est le seul volcan actif restant, les autres volcans sont éteints.
Les volcans sont essentiellement composés d'andésite à pyroxène. Les monts Yatsugatake se trouvent également à proximité de la ligne tectonique médiane du Japon.

### Faune et flore
Les forêts de feuillus atteignent jusqu'à 800 -1 700 m d'altitude. Au-delà de cette zone se trouve l'étage subalpin qui atteint 2 500 m et dans lequel est présent le pin nain de Sibérie. Sur une partie du mont Nishi, sous 1 700 m, pousse une forme rare d'épinette, Picea koyamae. Les lagopèdes alpins (Lagopus muta) sont également originaires de ces montagnes mais sont menacés en raison de la perte d'habitat des pins nains de Sibérie et aussi en raison de l'expansion des territoires du renard roux dont les hommes ont favorisé le développement en laissant leurs déchets dans les montagnes. Abies veitchii et Abies mariesii poussent également dans l'étage subalpin.

## Légende locale
Selon la légende, le Yatsugatake était autrefois plus élevé que le mont Fuji mais Konohana-Sakuyahime, la déesse du mont Fuji, l'a abaissé par jalousie, laissant la collection de pics que nous avons aujourd'hui. Paul Hunt songe que ce pourrait ne pas être loin de la vérité en considérant que le Yatsugatake est plus ancien que le Fuji et tandis que celui-ci augmentait en importance, le Yatsugatake s'est érodé.

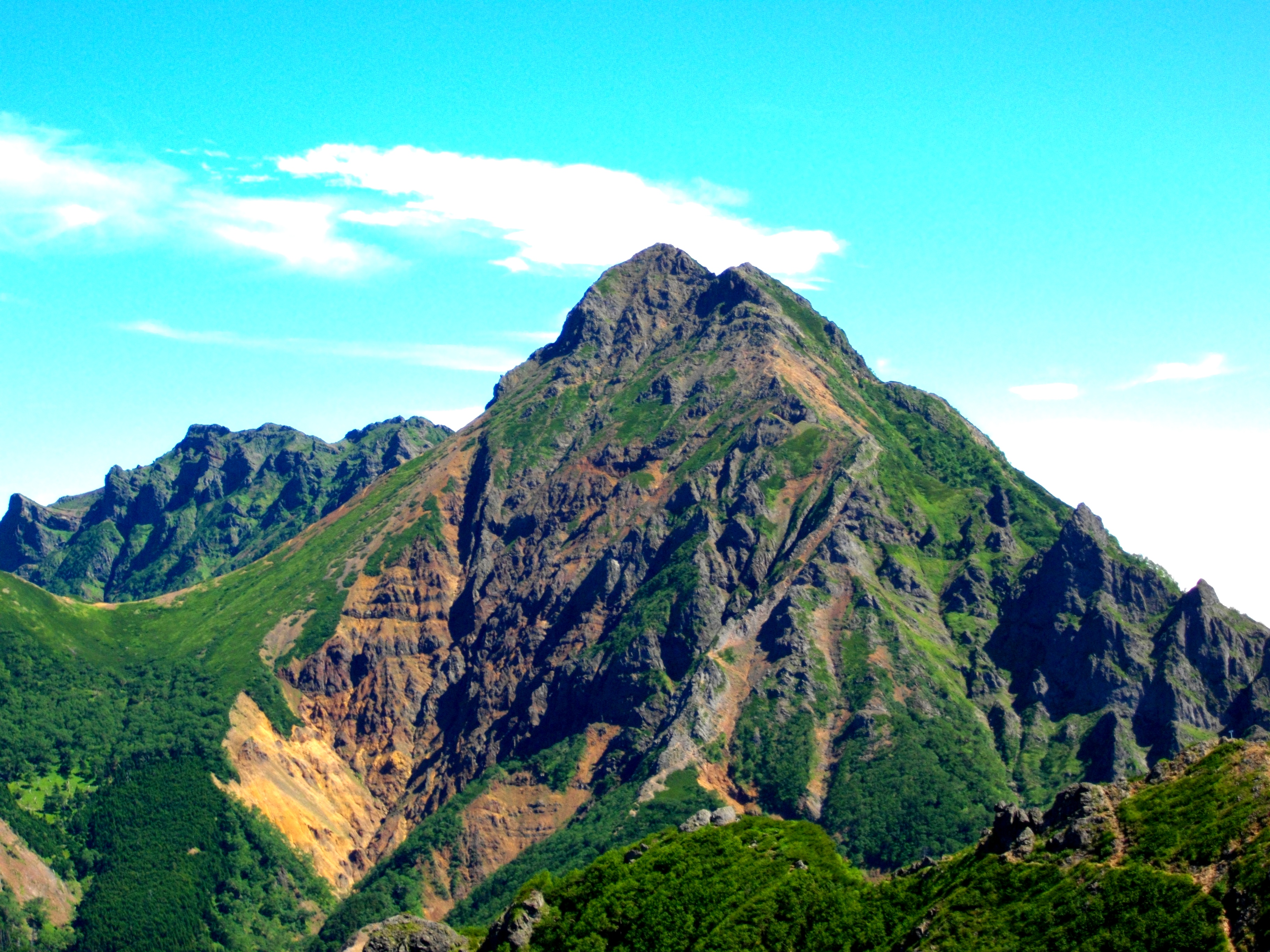
Le mont Aka.
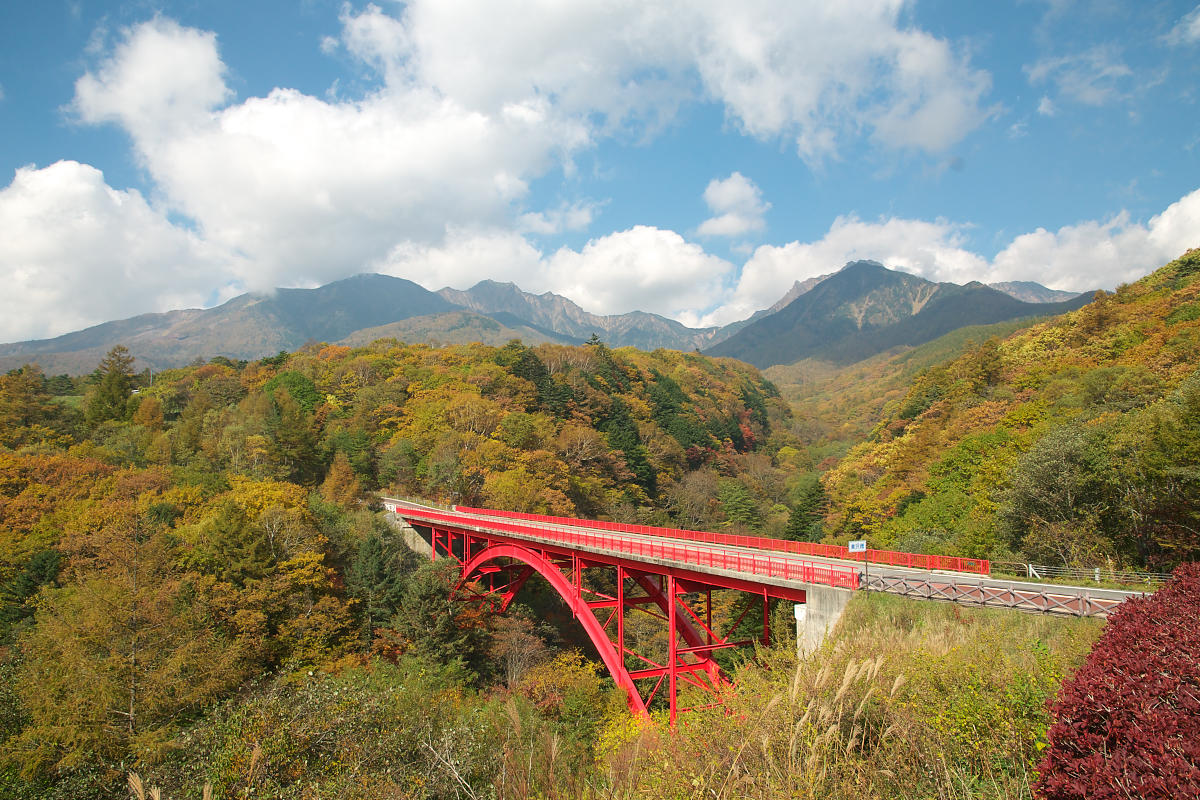
Le mont Yatsugatake et le pont Higashizswa à Hokuto, préfecture de Yamanashi.

## Honneur
L'astéroïde (4033) Yatsugatake porte son nom.